# Rajd Polski 1995
Rajd Polski 1995 (52. Rajd Polski) to kolejna, 52 edycja rajdu samochodowego Rajd Polski rozgrywanego w Polsce. Rozgrywany był od 8 do 10 czerwca 1995 roku. Bazą rajdu był Wrocław. Rajd był osiemnastą rundą Rajdowych Mistrzostw Europy w roku 1995, a także czwartą rundą Rajdowych Samochodowych Mistrzostw Polski w roku 1995.

## Wyniki końcowe rajdu
| Miejsce                        | Kierowca                     | Pilot                        | Samochód                        | Czas                         | Strata                       |                              |
| Klasyfikacja generalna i ERC   | Klasyfikacja generalna i ERC | Klasyfikacja generalna i ERC | Klasyfikacja generalna i ERC    | Klasyfikacja generalna i ERC | Klasyfikacja generalna i ERC | Klasyfikacja generalna i ERC |
| ------------------------------ | ---------------------------- | ---------------------------- | ------------------------------- | ---------------------------- | ---------------------------- | ---------------------------- |
| 1                              | Enrico Bertone               | Massimo Chiapponi            | Toyota Celica Turbo 4WD         | 3:04:02                      | -                            |                              |
| 2                              | Krzysztof Hołowczyc          | Maciej Wisławski             | Toyota Celica Turbo 4WD         | 3:06:07                      | +2:05                        |                              |
| 3                              | Bert de Jong                 | Ton Hillen                   | Ford Escort RS Cosworth         | 3:08:00                      | +3:58                        |                              |
| 4                              | Paweł Przybylski             | Krzysztof Gęborys            | Ford Escort RS Cosworth         | 3:08:20                      | +4:18                        |                              |
| 5                              | Dominique Bruyneel           | Erwin Mombaerts              | Lancia Delta HF Integrale       | 3:12:59                      | +8:57                        |                              |
| 6                              | Kurt Göttlicher              | Peter Diekmann               | Ford Escort RS Cosworth         | 3:13:49                      | +9:47                        |                              |
| 7                              | Aurelijus Simashka           | Gediminas Celiesius          | Ford Escort RS Cosworth         | 3:14:16                      | +10:14                       |                              |
| 8                              | Piergiorgio Bedini           | Luca Bonvicini               | Ford Escort RS Cosworth         | 3:14:55                      | +10:53                       |                              |
| 9                              | Bogdan Herink                | Barbara Stępkowska           | Renault Clio Maxi               | 3:16:16                      | +12:14                       |                              |
| 10                             | Antonello Fidanza            | Alessandro Mari              | Mitsubishi Lancer EVO II        | 3:16:28                      | +12:26                       |                              |
| Klasyfikacja mistrzostw Polski |                              |                              |                                 |                              |                              |                              |
| 1                              | Krzysztof Hołowczyc          | Maciej Wisławski             | Toyota Celica Turbo 4WD         | 3:06:07                      | 0:00                         |                              |
| 2                              | Paweł Przybylski             | Krzysztof Gęborys            | Ford Escort RS Cosworth         | 3:08:20                      | +2:13                        |                              |
| 3                              | Bogdan Herink                | Barbara Stępkowska           | Renault Clio Maxi               | 3:16:16                      | +10:09                       |                              |
| 4                              | Robert Herba                 | Andrzej Górski               | Mitsubishi Lancer Evo II        | 3:16:56                      | +10:49                       |                              |
| 5                              | Waldemar Doskocz             | Aleksander Dragon            | Renault Clio Williams           | 3:17:13                      | +11:06                       |                              |
| 6                              | Wiesław Stec                 | Artur Skorupa                | Ford Escort RS Cosworth         | 3:20:47                      | +14:40                       |                              |
| 7                              | Andrzej Chojnacki            | Mirosław Skrobotowicz        | Ford Escort RS Cosworth         | 3:24:46                      | +18:39                       |                              |
| 8                              | Marek Sadowski               | Dariusz Dekuczyński          | Toyota Celica Turbo 4WD (ST185) | 3:27:32                      | +21:25                       |                              |
| 9                              | Piotr Kufrej                 | Maciej Hołuj                 | Nissan Sunny GTI-R              | 3:28:16                      | +22:09                       |                              |
| 10                             | Andrzej Koper                | Jakub Mroczkowski            | Subaru Impreza WRX              | 3:29:56                      | +23:49                       |                              |